# إلياس أباد (زرين دشت)
الياس أباد (بالفارسية: الیاس‌آباد) هي قرية تقع في إيران في قسم زرين دشت الريفي. يقدر عدد سكانها بـ 31 نسمة .